# Kemal Kaynaşstadion
Kemal Kaynaş Stadyumu is een voetbalstadion in de stad Karaman in Turkije. De wedstrijden van Karamanspor worden in dit stadion gespeeld. Daarnaast is er een overdekte fitnessruimte rond het stadion, een olympisch zwembad, cafetaria's, en liggen dicht bij meerdere basketbalvelden.

## In details
- Veldafmetingen: 70 ×100 m
- 1 café voor 100 klanten
- 1 restaurant voor 200 klanten
- 1 outlet: -
- Kantoor- en conferentieruimte : 2.500 m²[bron?]